# Lloyd Appleton
Lloyd Otto Appleton (Edgewood, 1º febbraio 1906 – Oberlin, 17 marzo 1999) è stato un lottatore statunitense, specializzato nella lotta libera.

## Palmarès

### Olimpiadi
- 1 medaglia:
  - 1 argento (Amsterdam 1928 nella lotta libera, pesi welter)